# Доронинская (Тарногский район)
Доронинская — деревня в Тарногском районе Вологодской области.
Входит в состав Верховского сельского поселения, с точки зрения административно-территориального деления — в Верховский сельсовет.
Расстояние по автодороге до районного центра Тарногского Городка — 46 км, до центра муниципального образования Верховского Погоста — 5 км. Ближайшие населённые пункты — Першинская-1, Цибунинская, Наумовская, Патракеевская, Баранская, Великая, Игнатовская.
По переписи 2002 года население — 45 человек (21 мужчина, 24 женщины). Преобладающая национальность — русские (98 %).